# Uruguays riksvapen
Uruguays riksvapen i sin nuvarande form går tillbaka till 1908. Vågen står för jämlikhet och rättvisa, berget Montevideo för styrka och hästen och oxen för frihet och välstånd. Den ovala skölden omges av oliv och lagerkvistar.

## Historiska statsvapen

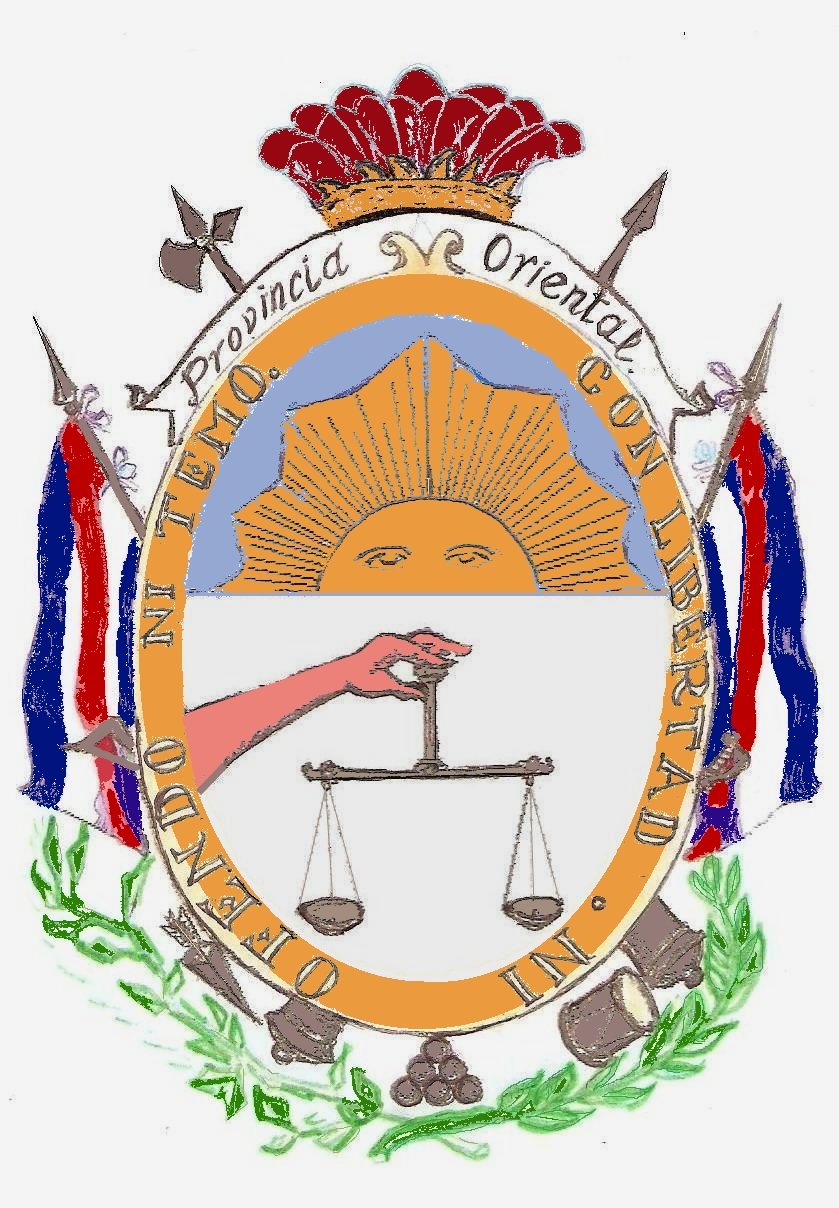
Provincia Oriental (1813-1817)
Provincia Cisplatina (1817-1829)

## Departementala emblem

Artigas
Canelones
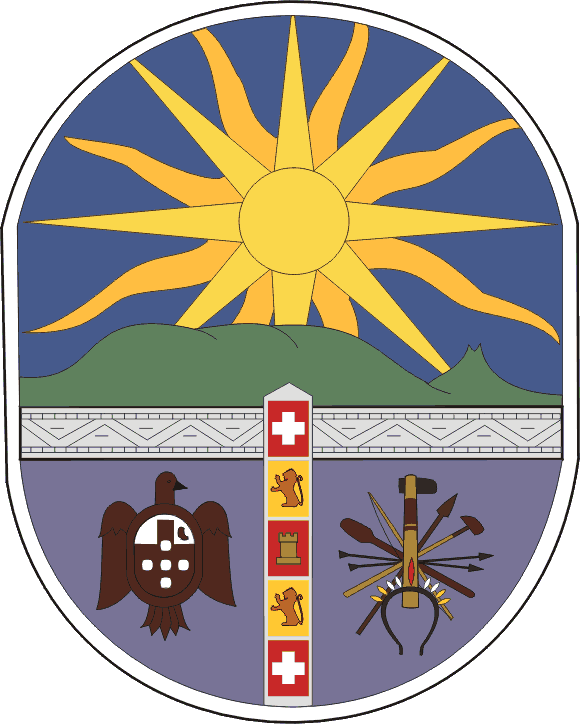
Cerro Largo
Colonia
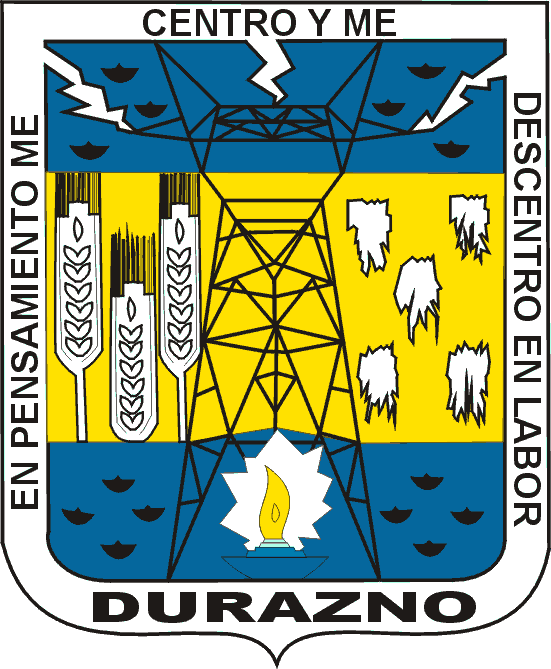
Durazno
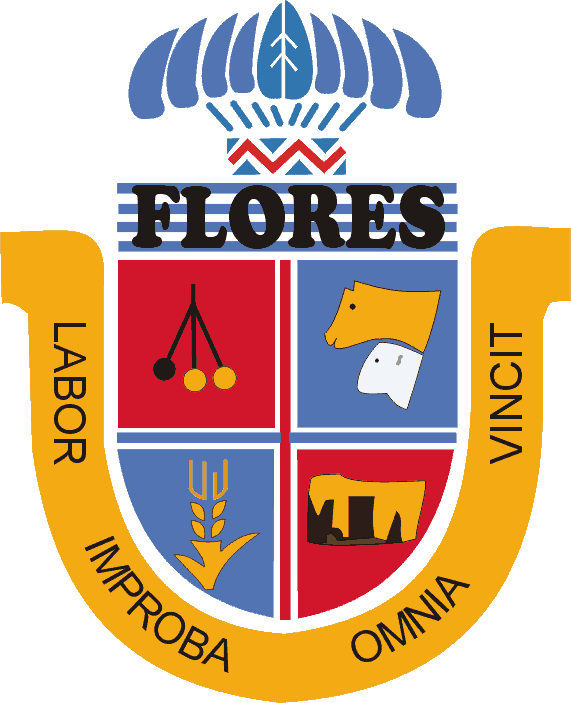
Flores
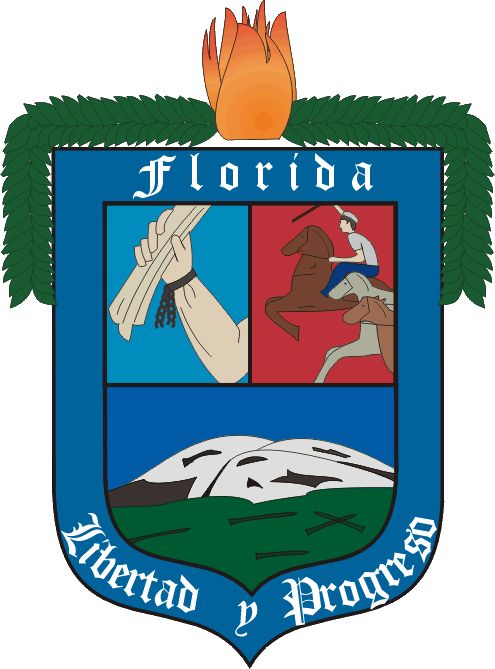
Florida
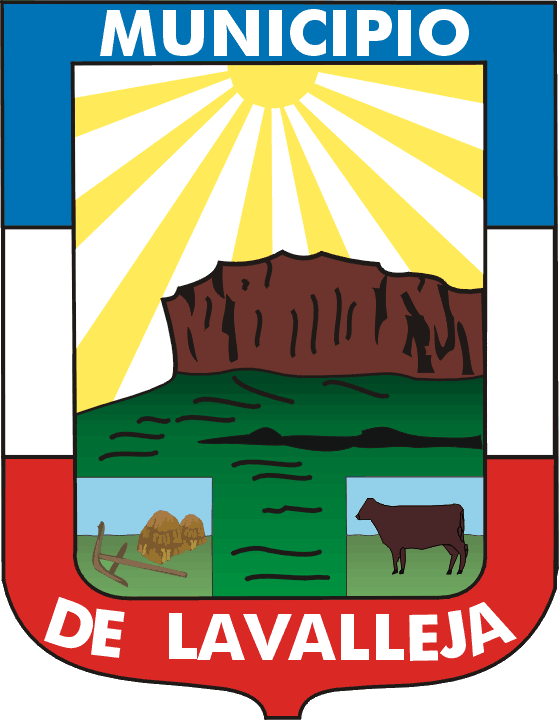
Lavalleja
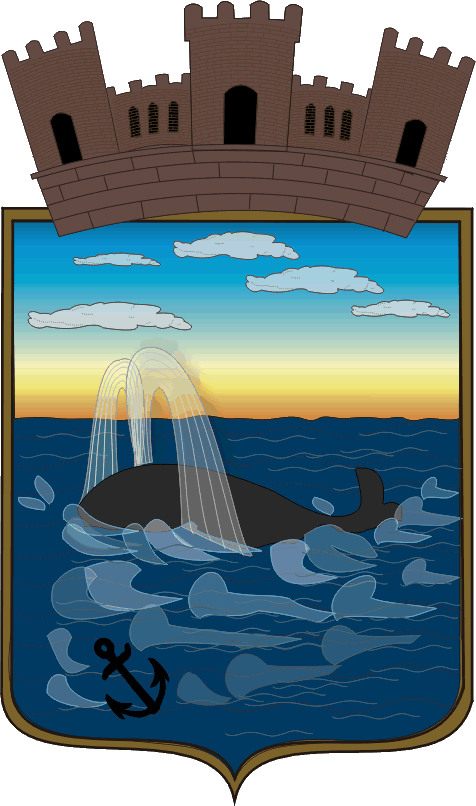
Maldonado
Montevideo
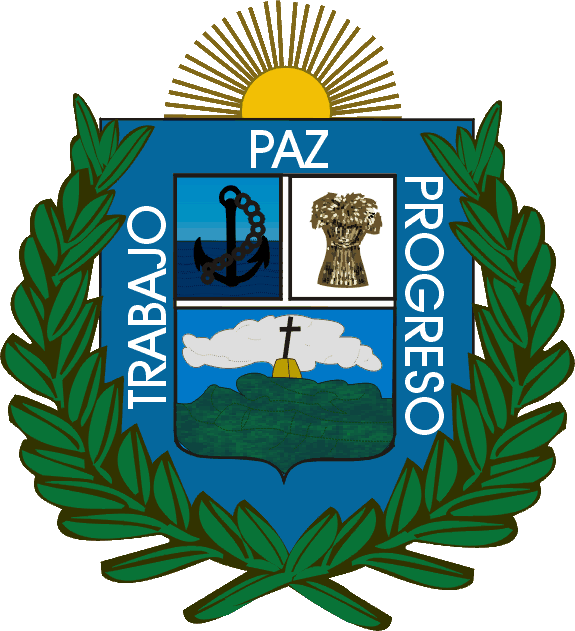
Paysandú
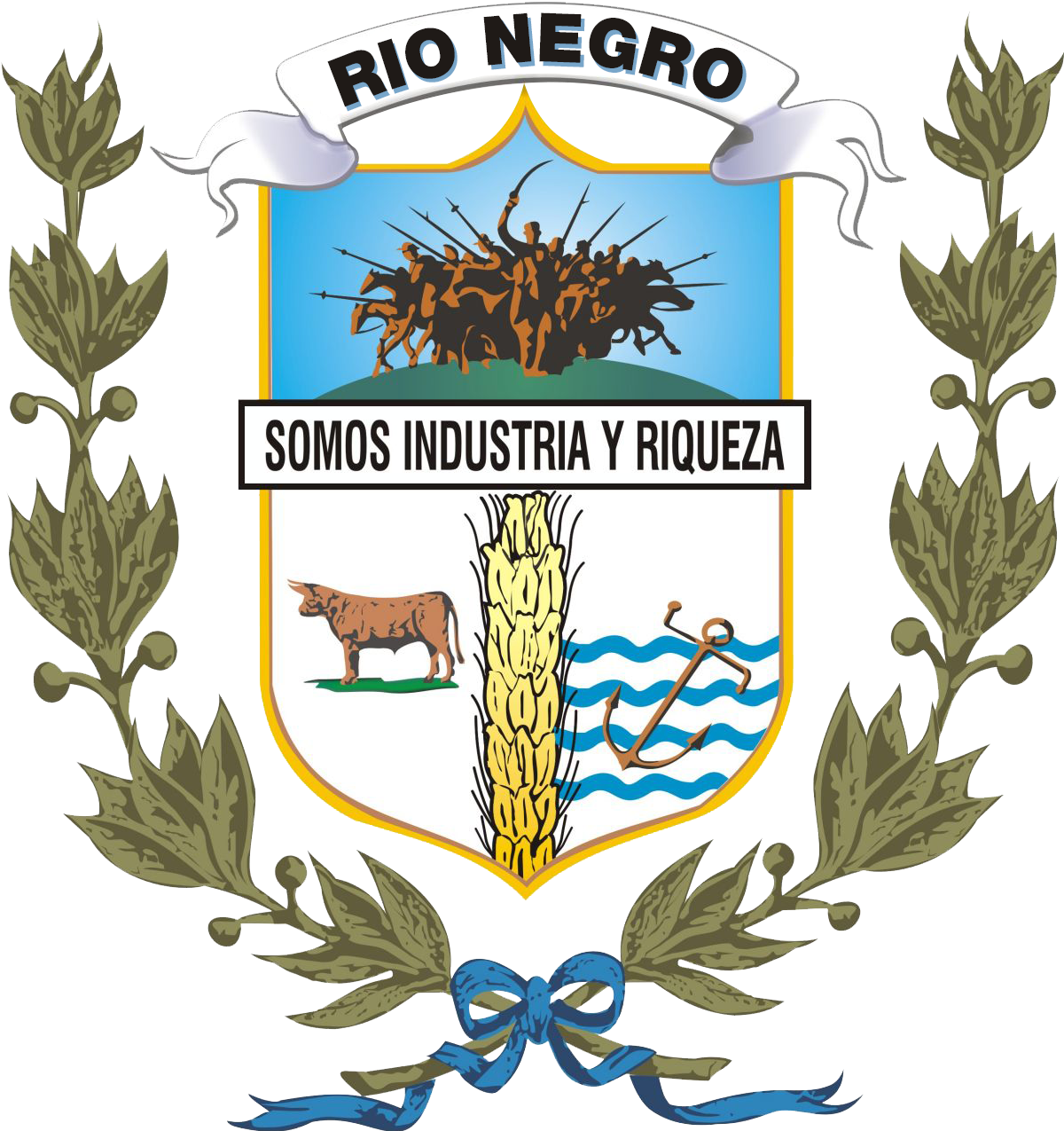
Río Negro
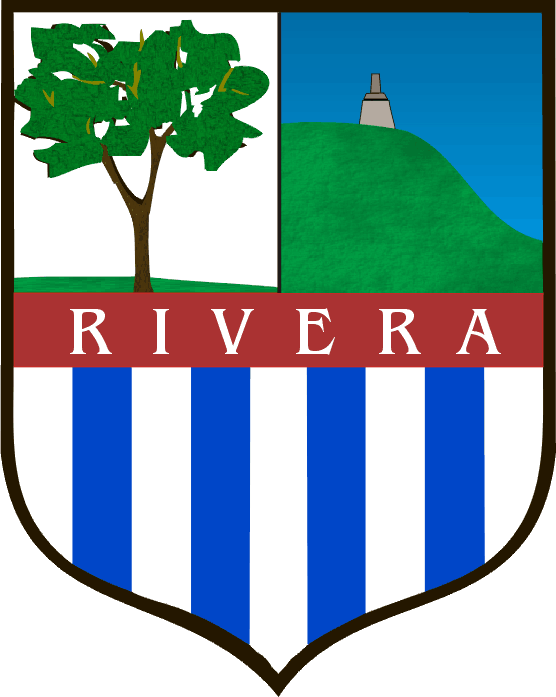
Rivera
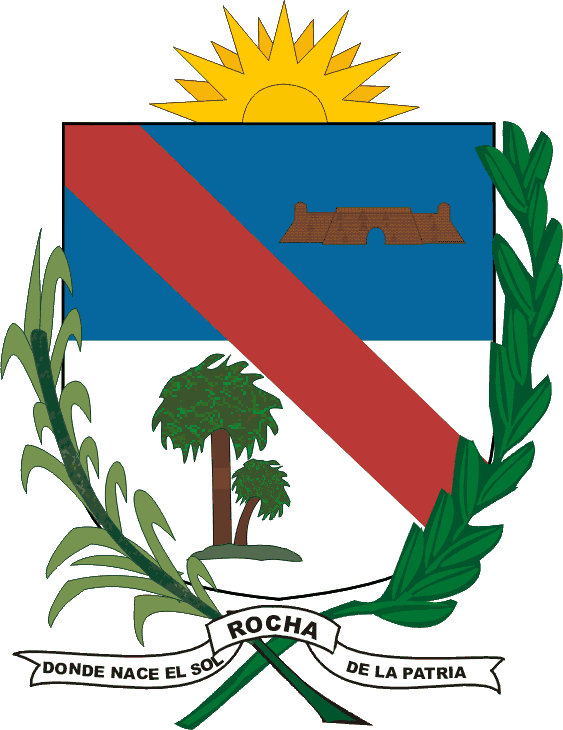
Rocha
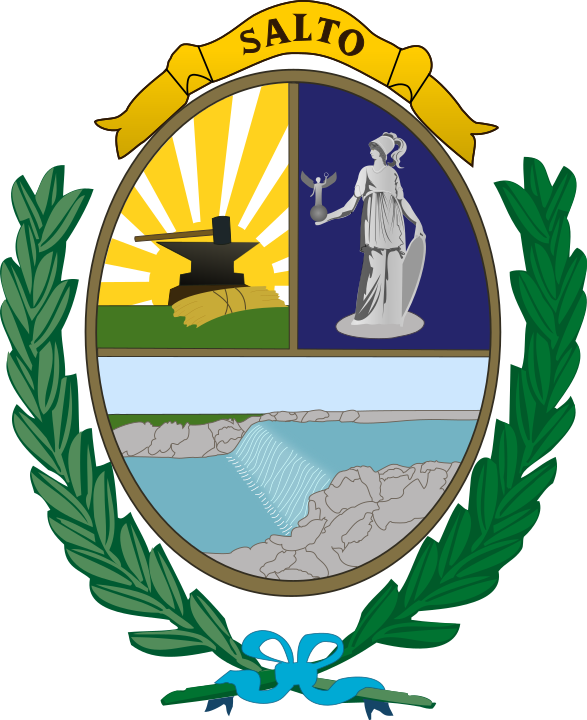
Salto
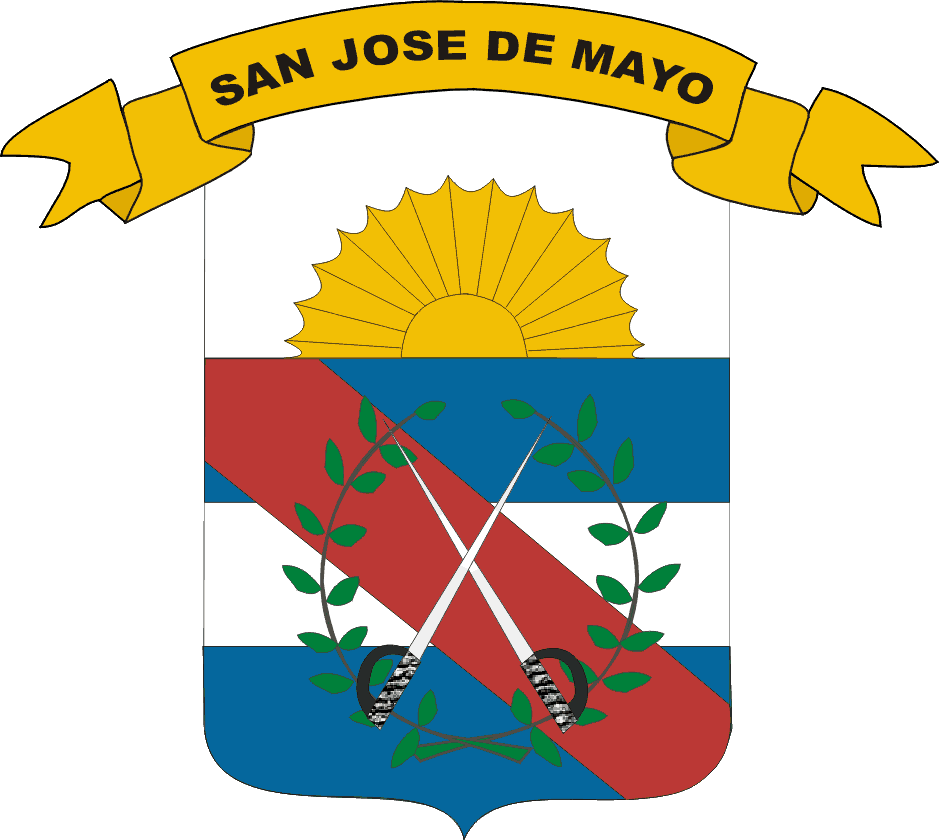
San José
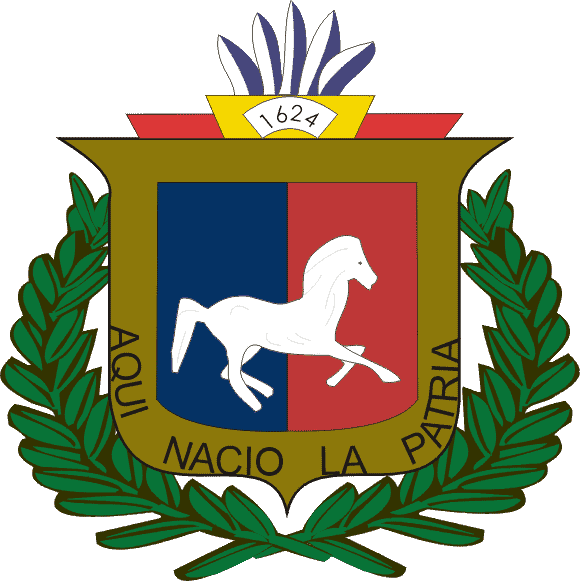
Soriano
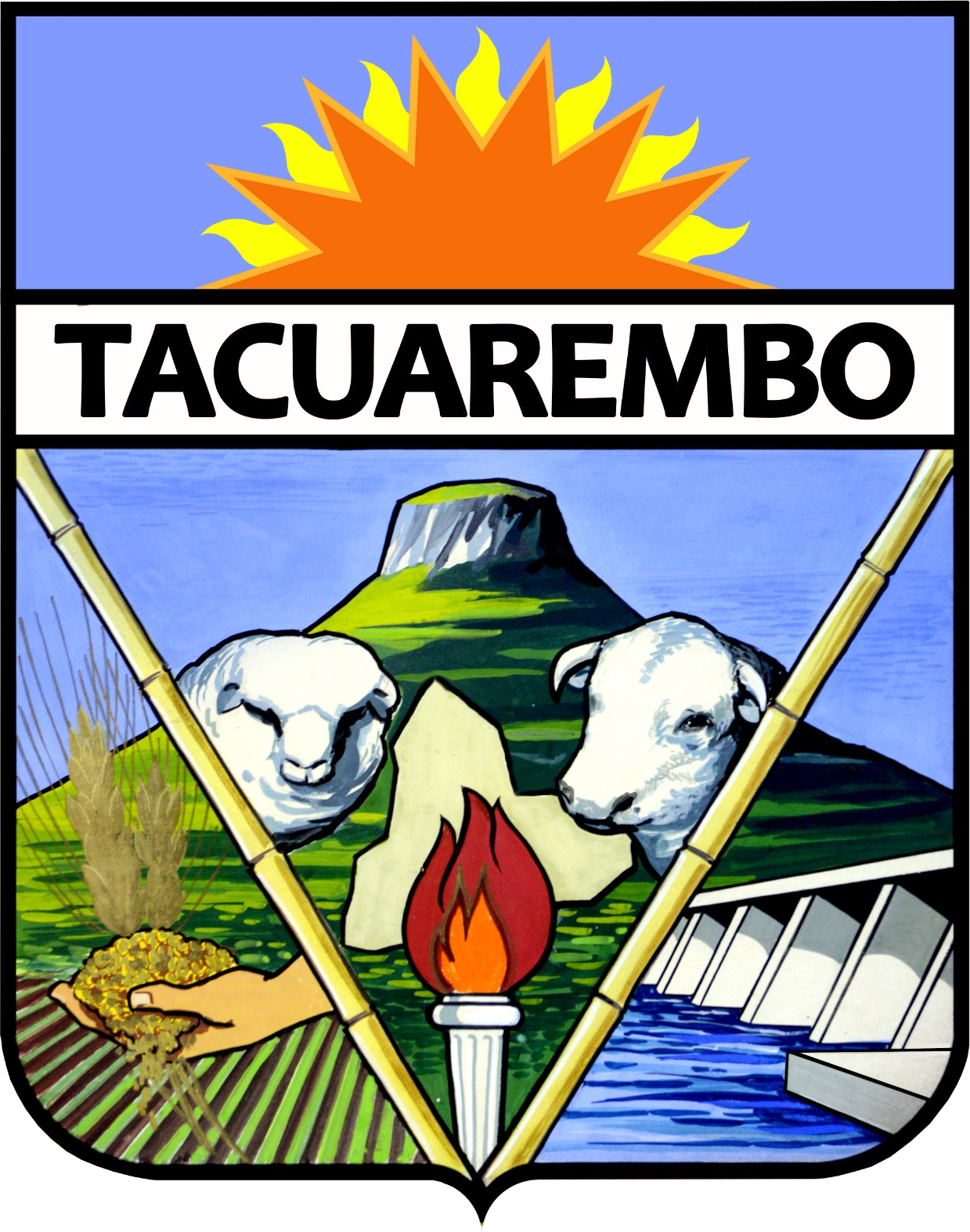
Tacuarembó
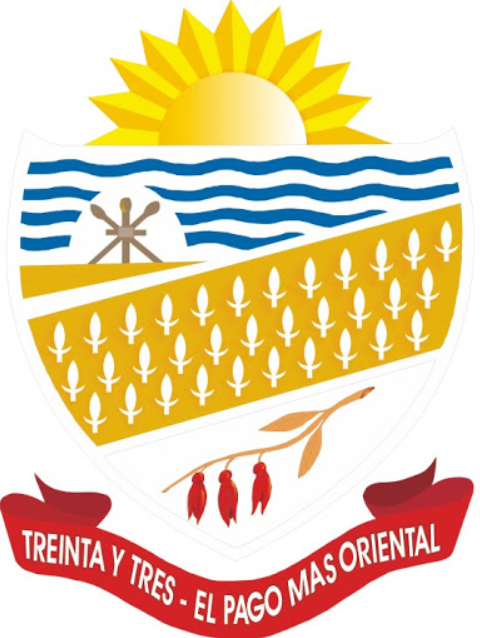
Treinta y Tres